# ماست ایسلندی

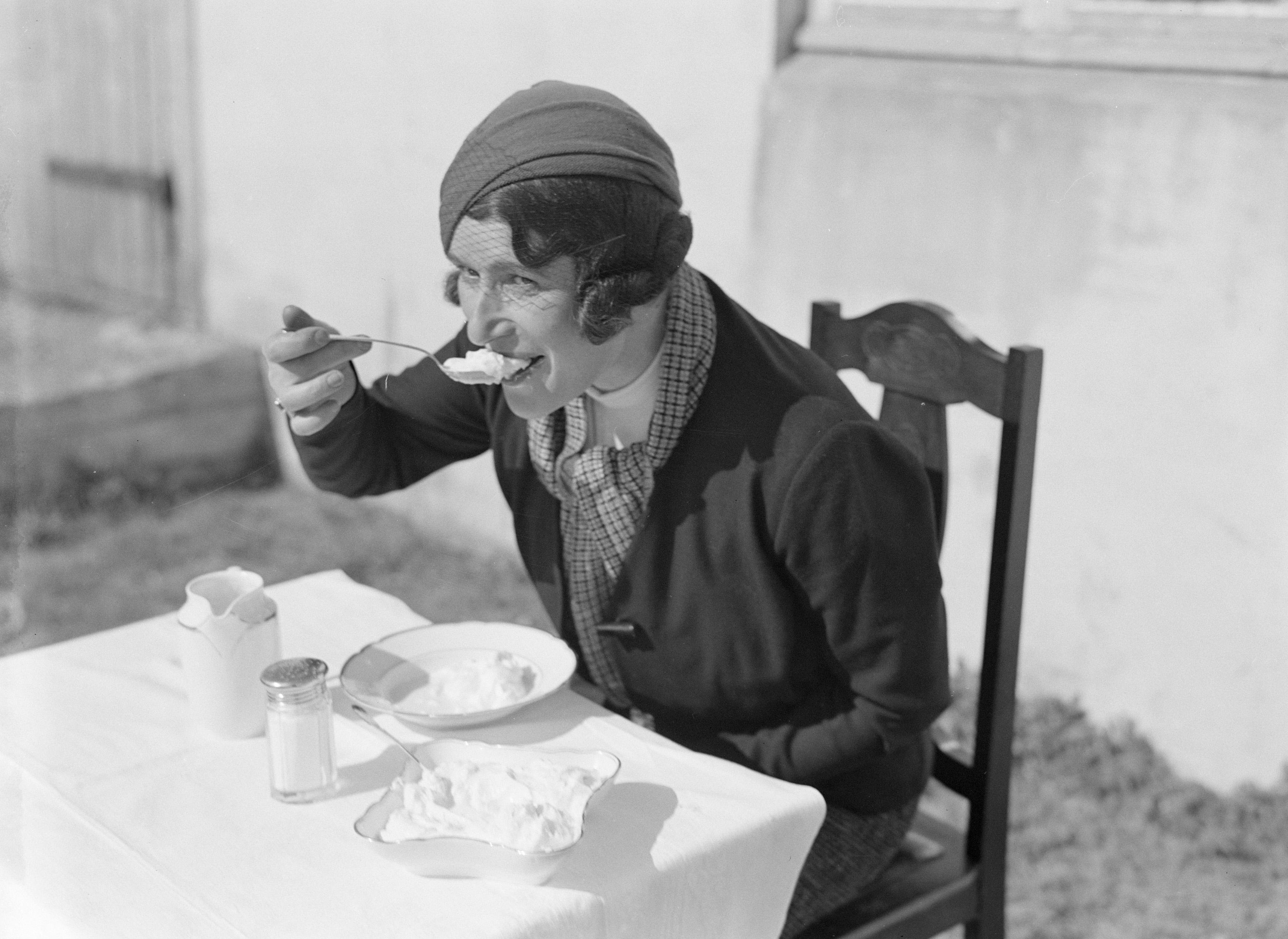
خبرنگاری آلمانی در حال خوردن اسکیر در ۱۹۳۴.

ماست ایسلندی یا اسکیر (به ایسلندی: Skyr) نوعی محصول لبنی سنتی ایسلندی است. این محصول بافتی شبیه به ماست چکیده دارد ولی طعم ملایمتری دارد.
طعم اسکیر کمی ترش با ته‌مانده‌ای از شیرینی است. این محصول معمولاً ساده و سرد شبیه به ماست خورده می‌شود. کارخانه‌ها طعم‌های متنوعی از آن مثل وانیل یا قهوه و انواع میوه را تولید می‌کنند.
این غذا قرن‌هاست که بخشی از آشپزی ایسلندی بوده است.

## ریشه‌شناسی

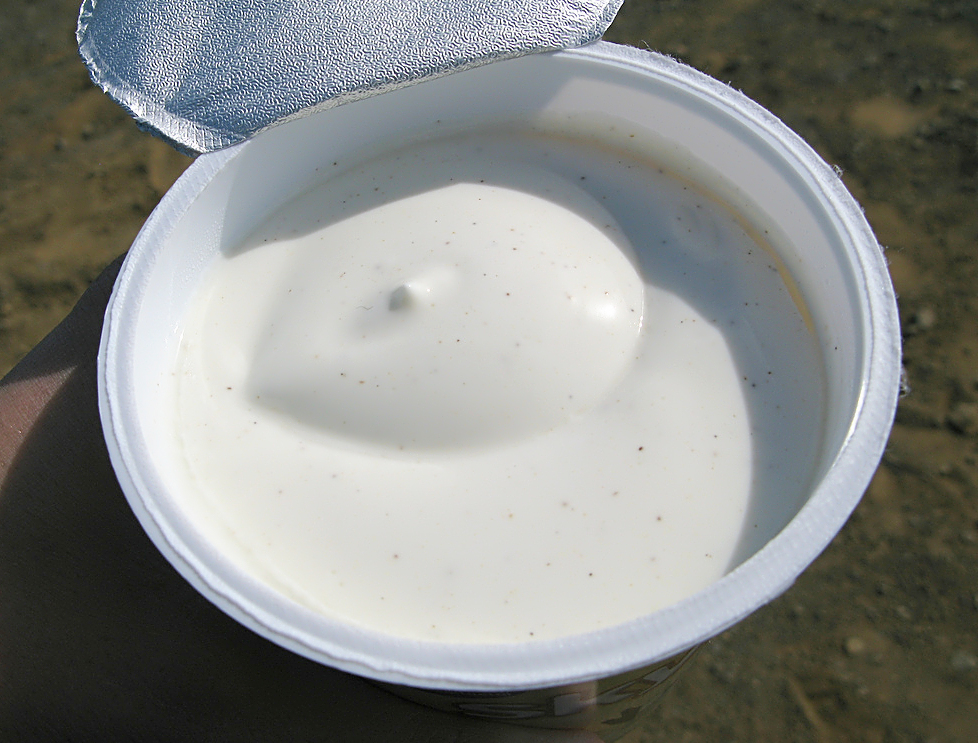
ماست ایسلندی وانیلی

کلمه اسکیر (skyr) با کلمه انگلیسی shear (بریدن) مرتبط است و به نحوه تقسیم شیر به آب پنیر مایع و اسکیر غلیظ اشاره دارد.

## تاریخچه
ماست ایسلندی در تعدادی از منابع ایسلندی قرون وسطایی، از جمله حماسه اگیل و حماسه گرتیس، ذکر شده است. با این حال مشخص نیست که چقدر به ماست ایسلندی امروزی شباهت داشته است، زیرا هیچ توصیف دقیقی از ماست ایسلندی از این دوره وجود ندارد. در اصل از شیر گوسفند تهیه می‌شده، اما امروزه در دنیا با نوع شیر گاو معروف است.

## مواد مغذی
اسکیر محصولی با پروتئین خیلی بالا و چربی کم است و از شیر کم چرب تولید می‌شود. اسکیر طعم دار نشده در صد گرم، ۱۳ گرم پروتئین، ۴ گرم کربوهیدرات و ۰٫۲ گرم چربی دارد.

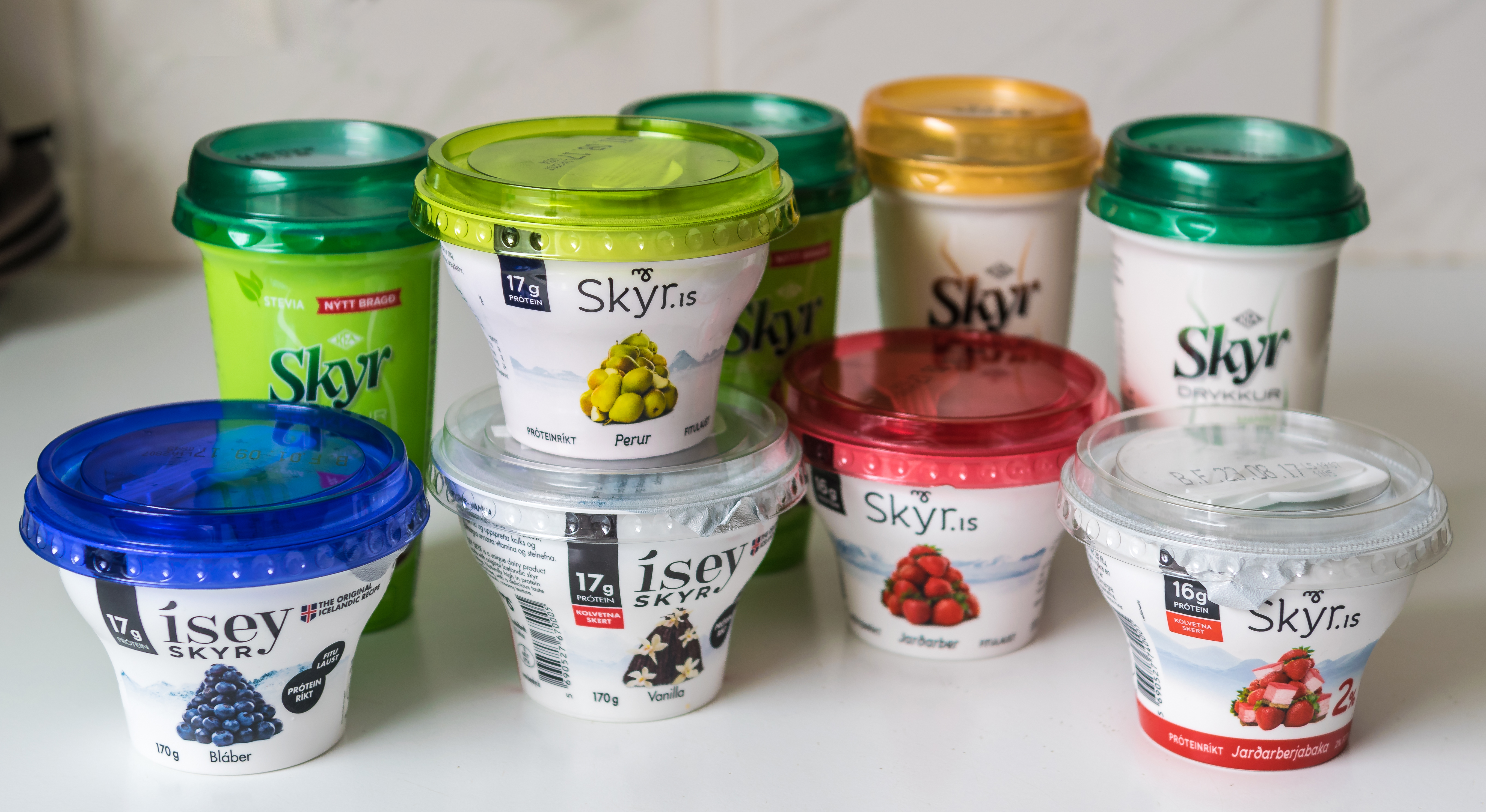
انواع ماست ایسلندی طعم‌دار

## کاربرد
ماست ایسلندی معمولاً با شکر و خامه مخلوط می‌شود. یک غذای سنتی ایسلندی از مقادیر تقریباً مساوی ماست و فرنی تهیه می‌شود. این ماست اغلب با مربا یا میوه برای دسر، با ماهی آماده برای شام یا با غلات برای صبحانه مخلوط می‌شود. امروزه از ماست ایسلندی به عنوان رویه چیزکیک و به عنوان یکی از مواد تشکیل دهنده میلک شیک یا اسموتی میوه استفاده می‌شود.